# Ulf Skirke
Ulf Skirke (* 1949) ist ein deutscher Wissenschaftler und Politiker (SPD).

## Leben
Skirke absolvierte 1968 sein Abitur am Hölty-Gymnasium Wunstorf. Der studierte Physiker und promovierte Philosoph war von 1984 bis 1986 Bundesvorsitzender der Jusos. Er war Mitglied der Programmkommission zum Berliner Programm der SPD (1989) und leitete das SPD-nahe Wissenschaftsforum Hamburg e. V. von 2003 bis 2010. Er vertrat dieses im Hamburger Zukunftsrat. Er war Gründungsmitglied des Zukunftsrates Hamburg 1996 und ist seitdem dort aktiv. Mehr als drei Jahrzehnte bereiste er das östliche und südöstliche Afrika. Aus diesen Erfahrungen und Studien entstand sein Buch.  

## Veröffentlichungen
- Storchenreise Erkundungen einer anderen Welt, Wege in eine neue Zukunft, Rediroma-Verlag, Remscheid 2024, ISBN 978-3-98885-354-7